# Cincinnati Reds

Cap Logo

Cincinnati Reds is een Amerikaanse honkbalclub uit Cincinnati, Ohio. De club werd in 1881 opgericht.
De Reds (destijds als de Cincinnati Red Stockings) vormden met vijf andere clubs de American Association (AA) in 1882. In 1890 stapte men over naar de National League en veranderde men de naam in de Cincinnati Reds. De National League is sinds 1903, samen met de American League, onderdeel van de Major League Baseball. Van 1969 tot en met 1993 speelden de Reds in de West Division. Vanaf 1994 speelt de club in de Central Division van de National League. Het stadion van de Reds heet Great American Ball Park. Ze hebben vijf keer de World Series gewonnen: in 1919, 1940, 1975, 1976 en 1990.

## Erelijst
Van 1881 t/m 1889 als Cincinnati Red Stockings, van 1890 t/m 1953 als Cincinnati Reds, van 1954 t/m 1958 als Cincinnati Redlegs, en van 1959 t/m heden weer als Cincinnati Reds.
- Winnaar World Series (5×): 1919, 1940, 1975, 1976, 1990
- Runners-up World Series (4×): 1939, 1961, 1970, 1972
- Winnaar American Association (professionele honkbal competitie van 1882 t/m 1891) (1x): 1882
- Winnaar National League (9×): 1919, 1939, 1940, 1961, 1970, 1972, 1975, 1976, 1990
- Winnaar National League Central (3×): 1995, 2010, 2012
- Winnaar National League West (7×): 1970, 1972, 1973, 1975, 1976, 1979, 1990
- National League Wild Card Game (van 2012 t/m 2019 en 2021) (1×): 2013
- National League Wild Card Series (2020 en sinds 2022) (1×): 2020

## Seizoen 2019

### National League Central
Betekenis afkortingen: Gewonnen | Verloren | Gemiddelde | Achterstand
Eindstand per 29 september 2019
| Team                | G  | V  | Gem.  | A  | Thuis G - V | Uit G - V |
| ------------------- | -- | -- | ----- | -- | ----------- | --------- |
| St. Louis Cardinals | 91 | 71 | 0.562 | -  | 50 - 31     | 41 - 40   |
| Milwaukee Brewers ✦ | 89 | 73 | 0.549 | 2  | 49 - 32     | 40 - 41   |
| Chicago Cubs        | 84 | 78 | 0.519 | 7  | 51 - 30     | 33 - 48   |
| Cincinnati Reds     | 75 | 87 | 0.463 | 16 | 41 - 40     | 34 - 47   |
| Pittsburgh Pirates  | 69 | 93 | 0.426 | 22 | 35 - 46     | 34 - 47   |

✦ National League Wild Card Game

## Seizoen 2018

### National League Central
Betekenis afkortingen: Gewonnen | Verloren | Gemiddelde | Achterstand
Eindstand per 1 oktober 2018
| Team                | G  | V  | Gem.  | A   | Thuis G - V | Uit G - V |
| ------------------- | -- | -- | ----- | --- | ----------- | --------- |
| Milwaukee Brewers ✤ | 96 | 67 | 0.589 | -   | 51 - 30     | 45 - 37   |
| Chicago Cubs ✤ ✦    | 95 | 68 | 0.583 | 1   | 51 - 31     | 44 - 37   |
| St. Louis Cardinals | 88 | 74 | 0.543 | 7½  | 43 - 38     | 45 - 36   |
| Pittsburgh Pirates  | 82 | 79 | 0.509 | 13  | 44 - 36     | 38 - 43   |
| Cincinnati Reds     | 67 | 95 | 0.414 | 28½ | 37 - 44     | 30 - 51   |

✤ Na 162 wedstrijden was de stand in divisie tussen de Milwaukee Brewers en de Chicago Cubs gelijk (95-67).

Zodoende was er een 163e wedstrijd nodig om een winnaar aan te wijzen.

Deze extra wedstrijd werd in Chicago gespeeld en door de Brewers met 1-3 gewonnen.

De Cubs werden daardoor verwezen naar de National League Wild Card Game tegen de Colorado Rockies.

✦ National League Wild Card Game

## Seizoen 2017

### National League Central
Betekenis afkortingen: Gewonnen | Verloren | Gemiddelde | Achterstand
Eindstand per 1 oktober 2017
| Team                | G  | V  | Gem.  | A  | Thuis G - V | Uit G - V |
| ------------------- | -- | -- | ----- | -- | ----------- | --------- |
| Chicago Cubs        | 92 | 70 | 0.568 | -  | 48 - 33     | 44 - 37   |
| Milwaukee Brewers   | 86 | 76 | 0.531 | 6  | 46 - 38     | 40 - 38   |
| St. Louis Cardinals | 83 | 79 | 0.512 | 9  | 44 - 37     | 39 - 42   |
| Pittsburgh Pirates  | 75 | 87 | 0.463 | 17 | 44 - 37     | 31 - 50   |
| Cincinnati Reds     | 68 | 94 | 0.420 | 24 | 39 - 42     | 29 - 52   |